# Sabni
Sabni est un fonctionnaire égyptien de l'Ancien Empire sous le roi Pépi II. Il est un chef d'expédition vers la Nubie. Il est principalement connu pour sa tombe taillée dans la roche à Qubbet el-Hawa (près de l'actuelle Assouan, dans le sud de l'Égypte).
Sabni est également connu par une lettre « concernant les crimes du comte Sabni », trouvée sur l'île Éléphantine.

## Sépulture
Sabni a une tombe taillée dans la roche à Qubbet el-Hawa. La tombe se compose de deux parties. Au-dessus, il y a la chapelle funéraire décorée pour le culte du défunt. En dessous, il y a cinq puits avec des chambres pour les sépultures de Sabni, mais aussi pour les membres de sa famille. Sur la façade de la tombe est gravée une longue inscription biographique, relatant ses expéditions en Nubie, où il récupérait le corps de son père Mekhou, mort là-bas lors d'une précédente expédition. Cependant, l'inscription est aujourd'hui en grande partie détruite. Derrière l'entrée s'ouvre un grand hall soutenu par quatorze piliers et également taillé dans la roche. Au fond du hall se trouve la fausse porte pour Sabni. Sur les murs et les piliers de la salle sont sculptés des panneaux représentant Sabni, des membres de sa famille mais aussi des prêtres funéraires. Un grand panneau montre Sabni et son père Mekhou chassant dans les marsches. Son père Mekhou partage la tombe avec Sabni. Les deux tombes sont taillées dans la roche côte à côte, tandis que les salles principales des chapelles de culte sont unies. Sabni détient plusieurs titres importants, tels que « Comte », « Scelleur royal », « Surveillant de la Haute-Égypte », « Ami unique », « Surveillant des terres étrangères » et « prêtre-lecteur ».
Dans la tombe de Sabni sont représentés plusieurs membres de sa famille. Sa femme est l'« unique parure » du roi Setka. Il a un fils nommé Antef et une fille Itety.